# Heinrich Göbel
Heinrich Göbel (Springe Prússia, 20 d'abril de 1818 – Nova York, 4 de desembre de 1893) fou un inventor i un pioner que va treballar en el desenvolupament de la bombeta. El 1844 es va casar amb Sophie Lübke. A l'edat de 31 anys va emigrar a Nova York on va viure fins a la seva mort. Göbel va desenvolupar la primera bombeta el 1854. Les seves làmpades brillaven fins a 400 hores. Les seves restes es troben al Greenwood Cemetery a la 5a Avinguda després que la mort li esdevingués a causa d'una pneumònia.
Va generar molt d'aldarull en col·locar una bombeta connectada a una bateria de zinc i elements de carboni a la porta de casa seva; els seus veïns novaiorquesos van informar la policia, i va ser arrestat. Els jutges van determinar que no podria col·locar cap mena d'artefacte místic. Poc temps després l'americà Thomas Alva Edison va trobar la manera d'apropiar-se mitjançant Joseph Wilson Swan dels desenvolupaments de Heinrich Göbel.